# Acqua Dolomia Tennis Cup 2017
L'Acqua Dolomia Tennis Cup 2017 è stato un torneo di tennis facente parte della categoria ATP Challenger Tour nell'ambito dell'ATP Challenger Tour 2017. È stata la 14ª edizione del torneo che si è giocato a Cordenons in Italia dal 14 al 20 agosto 2017 su campi in terra rossa e aveva un montepremi di €64,000+H.

## Partecipanti singolare

### Teste di serie
| Nazionalità | Giocatore               | Ranking* | Testa di serie |
| ----------- | ----------------------- | -------- | -------------- |
| Serbia      | Laslo Đere              | 104      | 1              |
| Spagna      | Guillermo García López  | 130      | 2              |
| Rep. Ceca   | Adam Pavlásek           | 135      | 3              |
| Spagna      | Roberto Carballés Baena | 137      | 4              |
| Ungheria    | Attila Balázs           | 164      | 5              |
| Italia      | Lorenzo Giustino        | 199      | 6              |
| Spagna      | Jaume Munar             | 200      | 7              |
| Italia      | Andrea Arnaboldi        | 239      | 8              |

- Ranking al 7 agosto 2017.

### Altri partecipanti
Giocatori che hanno ricevuto una wild card:
- Dragoș Dima
- Gianluca Mager
- Andrea Pellegrino
- Lorenzo Sonego

Giocatori che sono passati dalle qualificazioni:
- Martín Cuevas
- Gianluca Di Nicola
- Christian Lindell
- Adelchi Virgili

Giocatore che è passato come alternative:
- Mikael Ymer

## Vincitori

### Singolare
Elias Ymer ha battuto in finale  Roberto Carballés Baena con il punteggio di 6–2, 6–3.

### Doppio
Roman Jebavý /  Zdeněk Kolář hanno battuto in finale  Matwé Middelkoop /  Igor Zelenay con il punteggio di 6–2, 6–3.